# Nazionale maschile di calcio delle Kiribati
La nazionale di calcio delle Kiribati è la rappresentativa calcistica nazionale dell'omonimo stato ed è posta sotto l'egida della Kiribati Islands Football Federation.
La federazione di Kiribati è membro associato dell'OFC dal 2007, ma non della FIFA.
I Giochi del Pacifico sono l'unico evento a cui la selezione ha partecipato, disputando dieci partite e perdendole tutte.

## Piazzamenti ottenuti ai Giochi del Pacifico
- 1963 al 1975: Non partecipante
- 1979: Primo turno
- 1983 al 1995: Non partecipante
- 2003: Primo turno
- 2007: Non partecipante
- 2011: Primo turno
- 2015: Non partecipante
- 2019: Non partecipante

## Statistiche delle partite disputate
| Avversario         | Giocate | Vittorie | Pareggi | Sconfitte | GF | GS  | DR   | % Vittorie |
| ------------------ | ------- | -------- | ------- | --------- | -- | --- | ---- | ---------- |
| Isole Cook         | 1       | 0        | 0       | 1         | 0  | 3   | -3   | 0%         |
| Figi               | 3       | 0        | 0       | 3         | 0  | 45  | -45  | 0%         |
| Papua Nuova Guinea | 2       | 0        | 0       | 2         | 1  | 30  | -29  | 0%         |
| Isole Salomone     | 1       | 0        | 0       | 1         | 0  | 7   | -7   | 0%         |
| Tahiti             | 1       | 0        | 0       | 1         | 1  | 17  | -16  | 0%         |
| Tuvalu             | 1       | 0        | 0       | 1         | 2  | 3   | -1   | 0%         |
| Vanuatu            | 1       | 0        | 0       | 1         | 0  | 18  | -18  | 0%         |
| Totale             | 10      | 0        | 0       | 10        | 4  | 123 | -120 | 0%         |